# Mornac
|  | Per a altres significats, vegeu «Mornac-sur-Seudre». |

Mornac és un municipi al departament del Charente (regió de la Nova Aquitània, França). L'any 2007 tenia 2.114 habitants.

## Demografia

### Població
El 2007 la població de fet de Mornac era de 2.114 persones. Hi havia 814 famílies de les quals 131 eren unipersonals (54 homes vivint sols i 77 dones vivint soles), 305 parelles sense fills, 320 parelles amb fills i 58 famílies monoparentals amb fills.
La població ha evolucionat segons el següent gràfic:

### Habitatges
El 2007 hi havia 877 habitatges, 829 eren l'habitatge principal de la família, 10 eren segones residències i 39 estaven desocupats. 844 eren cases i 27 eren apartaments. Dels 829 habitatges principals, 691 estaven ocupats pels seus propietaris, 124 estaven llogats i ocupats pels llogaters i 14 estaven cedits a títol gratuït; 2 tenien una cambra, 13 en tenien dues, 96 en tenien tres, 278 en tenien quatre i 440 en tenien cinc o més. 651 habitatges disposaven pel capbaix d'una plaça de pàrquing. A 252 habitatges hi havia un automòbil i a 547 n'hi havia dos o més.

### Piràmide de població
La piràmide de població per edats i sexe el 2009 era:
| Homes | Edats   | Dones |
| ----- | ------- | ----- |
| 0     | 95 o +  | 0     |
| 4     | 90 a 94 | 8     |
| 8     | 85 a 89 | 4     |
| 0     | 80 a 84 | 8     |
| 16    | 75 a 79 | 8     |
| 36    | 70 a 74 | 32    |
| 48    | 65 a 69 | 56    |
| 48    | 60 a 64 | 52    |
| 44    | 55 a 59 | 52    |
| 68    | 50 a 54 | 72    |
| 128   | 45 a 49 | 88    |
| 108   | 40 a 44 | 120   |
| 72    | 35 a 39 | 76    |
| 40    | 30 a 34 | 56    |
| 36    | 25 a 29 | 12    |
| 56    | 20 a 24 | 36    |
| 96    | 15 a 19 | 88    |
| 68    | 10 a 14 | 60    |
| 44    | 5 a 9   | 68    |
| 28    | 0 a 4   | 28    |

## Economia
El 2007 la població en edat de treballar era de 1.455 persones, 1.079 eren actives i 376 eren inactives. De les 1.079 persones actives 995 estaven ocupades (507 homes i 488 dones) i 84 estaven aturades (36 homes i 48 dones). De les 376 persones inactives 178 estaven jubilades, 121 estaven estudiant i 77 estaven classificades com a «altres inactius».

### Ingressos
El 2009 a Mornac hi havia 851 unitats fiscals que integraven 2.230 persones, la mediana anual d'ingressos fiscals per persona era de 19.573 €.

### Activitats econòmiques
Dels 90 establiments que hi havia el 2007, 3 eren d'empreses extractives, 2 d'empreses alimentàries, 1 d'una empresa de fabricació de material elèctric, 1 d'una empresa de fabricació d'elements pel transport, 13 d'empreses de fabricació d'altres productes industrials, 20 d'empreses de construcció, 12 d'empreses de comerç i reparació d'automòbils, 13 d'empreses de transport, 3 d'empreses d'hostatgeria i restauració, 2 d'empreses financeres, 9 d'empreses de serveis, 6 d'entitats de l'administració pública i 5 d'empreses classificades com a «altres activitats de serveis».
Dels 24 establiments de servei als particulars que hi havia el 2009, 1 era una oficina de correu, 2 tallers de reparació d'automòbils i de material agrícola, 1 autoescola, 4 paletes, 5 guixaires pintors, 1 fusteria, 4 lampisteries, 4 electricistes, 1 perruqueria i 1 restaurant.
Dels 4 establiments comercials que hi havia el 2009, 1 era una gran superfície de material de bricolatge, 1 una botiga de menys de 120 m², 1 una fleca i 1 una botiga de roba.
L'any 2000 a Mornac hi havia 11 explotacions agrícoles que ocupaven un total de 285 hectàrees.

## Equipaments sanitaris i escolars
L'únic equipament sanitari que hi havia el 2009 era una farmàcia.
El 2009 hi havia 1 escola maternal i 1 escola elemental.

## Poblacions properes
El següent diagrama mostra les poblacions més properes.